# 蹄耕法
蹄耕法（ていこうほう）は、酪農用牧場作りの一つの方法で、牧場をより安価に作るために考え出された方法である。
耕作に適さない土地の条件として、寒冷地で斜面であることが条件の一つに入る。北海道などはその例にもれない。斜面のような土地を牧場地向きの土地に整地するには重機を必要とするために非常に費用がかかる。このような費用をかけないで牧場を作る方法として考え出された方法が蹄耕法である。

## 蹄耕法による牧場作り
|  |  |

牧場作りの第一歩として、牧場地の樹木を伐採する。伐採にはそれほど費用はかからないが、伐採後の切り株と根を引き抜くことには、重機を使えば費用がかかり、牛馬人力を使えば時間がかかる。そこで、蹄耕法では切り株を引き抜くことをしない。また、蹄耕法では樹木を全部伐採するのではなく、3分の1は残す。牧草の栽培に際しては土壌の客土はせず、もともとある土壌で栽培する。
切り株を残したままにしたときの不都合な点は、牛馬が好まない自生しているササなどの雑草を除去することが難しいことである。蹄耕法では、ササなどもそのまま自生させた状態にしておき、ササなどの処分は家畜自身に任せてしまう。その手順は、牧場に一時的に可能な限り多くの家畜を放牧し、空腹になった家畜はササなどの植物も食べるようになり、食べた分だけ牧草地から餌（ササなど）が減少するので、牧場をくまなく移動してササなどを見つけて食べる。このことによって、牧場地からササなどの雑草がなくなる。
その後牧場地に牧草の種子を蒔き、家畜がそれらの種子を踏み、種子が土中に十分な深さに入ったことを確認したら、家畜を牧場地から出す。これで蹄耕法による牧場作りは完成である。あとは種を蒔いた牧草が成育するのを待つだけである。
蹄耕法では伐採した樹木の切り株を引き抜かないために根が残っているので、新芽を出す切り株がかなりの数に昇り、成長して林になってしまうという欠点も持ち合わせている。

## 野生動物との関係

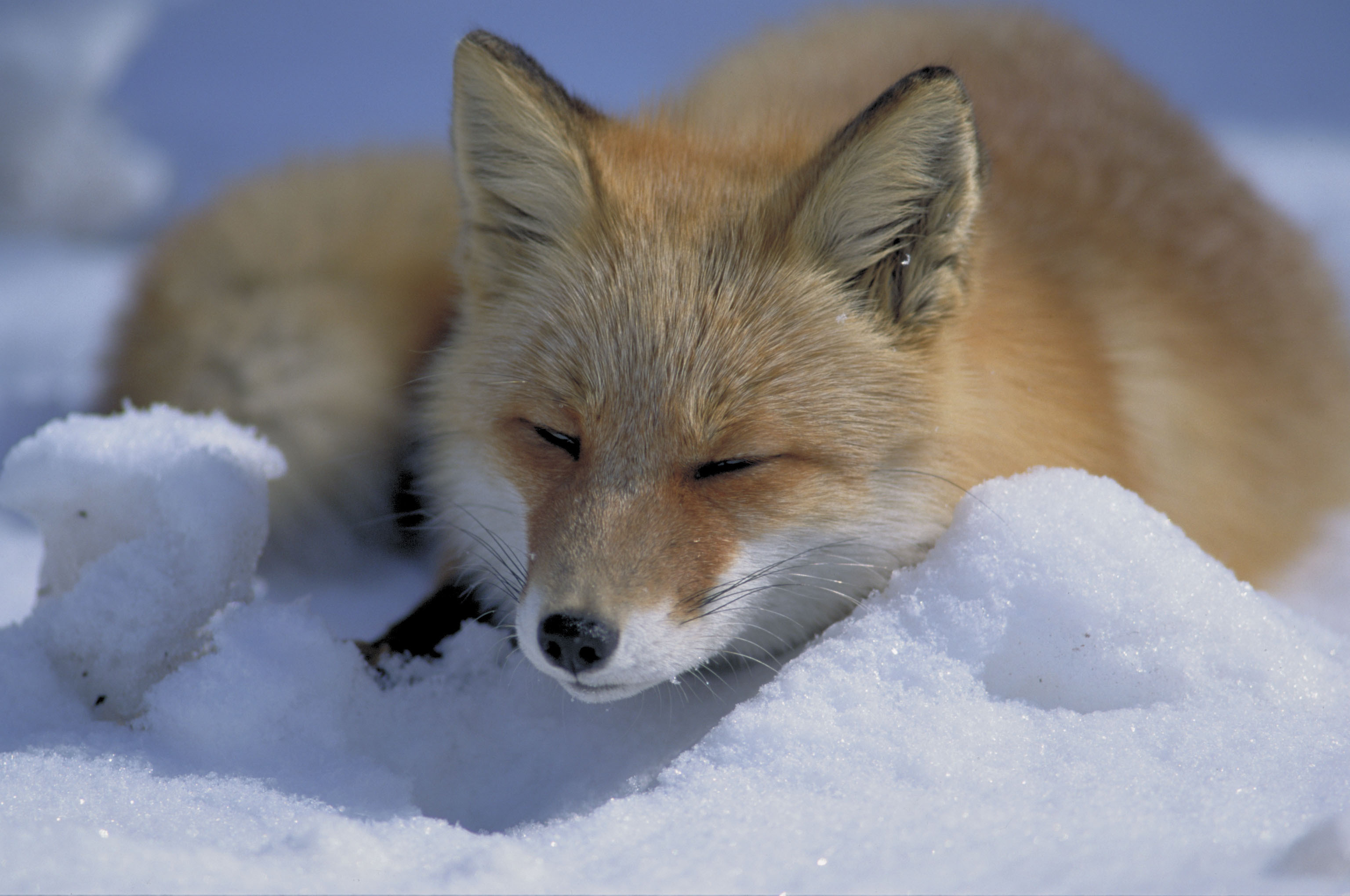
キタキツネ

蹄耕法による牧場作りによって樹木が伐採されて森林面積が減少するのであるが、蹄耕法では伐採した樹木の切り株を残しておくため、小動物が切り株自体や切り株の下に穴を掘って、切り株が小動物の巣として使われており、キタキツネやエゾユキウサギ、イイズナイタチが利用している。また牧草以外の植物や昆虫、鳥類なども多く棲息している。蹄耕法では牧場内に野生動物が棲息をすることを許容する。

## 関連文献
- 斎藤晶『いのちの輝き感じるかい -「牛が拓く牧場」から』地湧社、2002年6月 発売。ISBN 978-4885031670。
- 斎藤晶『牛が拓く牧場 - 自然と人の共存・斎藤式蹄耕法』地湧社、1989年9月 発売。ISBN 978-4885030758。